# Mierscheid (Eitorf)
Mierscheid ist ein Ort in der Gemeinde Eitorf im nordrhein-westfälischen Rhein-Sieg-Kreis. Der kleine Ort mit seinen Fachwerkhäusern und seiner Dorfgemeinschaft wurde prämiert im Wettbewerb Unser Dorf soll schöner werden.

## Lage
Mierscheid liegt auf der Eitorfer Schweiz. Nachbarorte sind Obenroth, Lascheid und Burg Welterode.

## Einwohner
1885 hatte Mierscheid zwölf Wohngebäude und 58 Einwohner. 1925 waren hier elf Haushalte verzeichnet.
2012 hat Mierscheid 22 Wohngebäude.

Fachwerk in Mierscheid
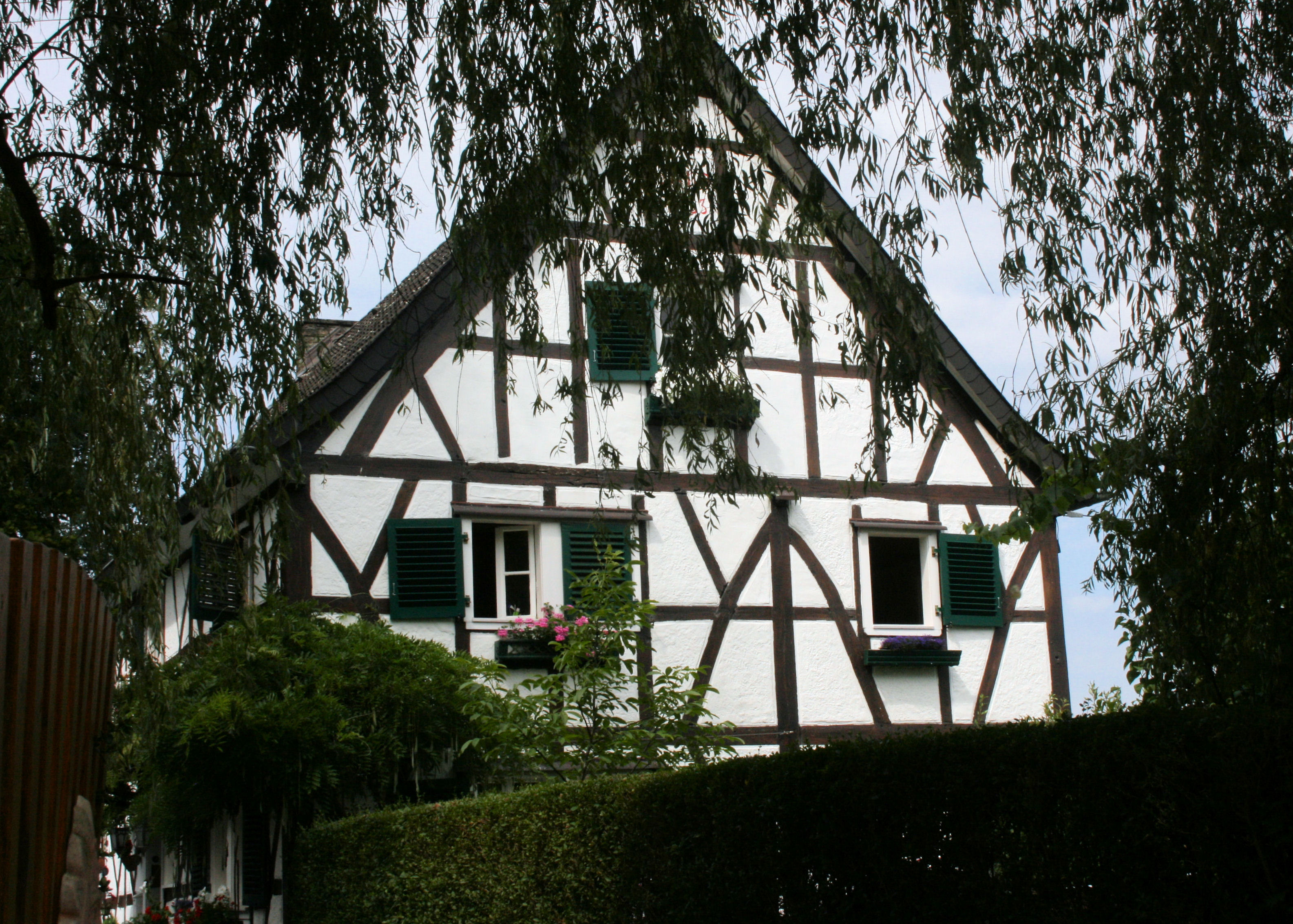
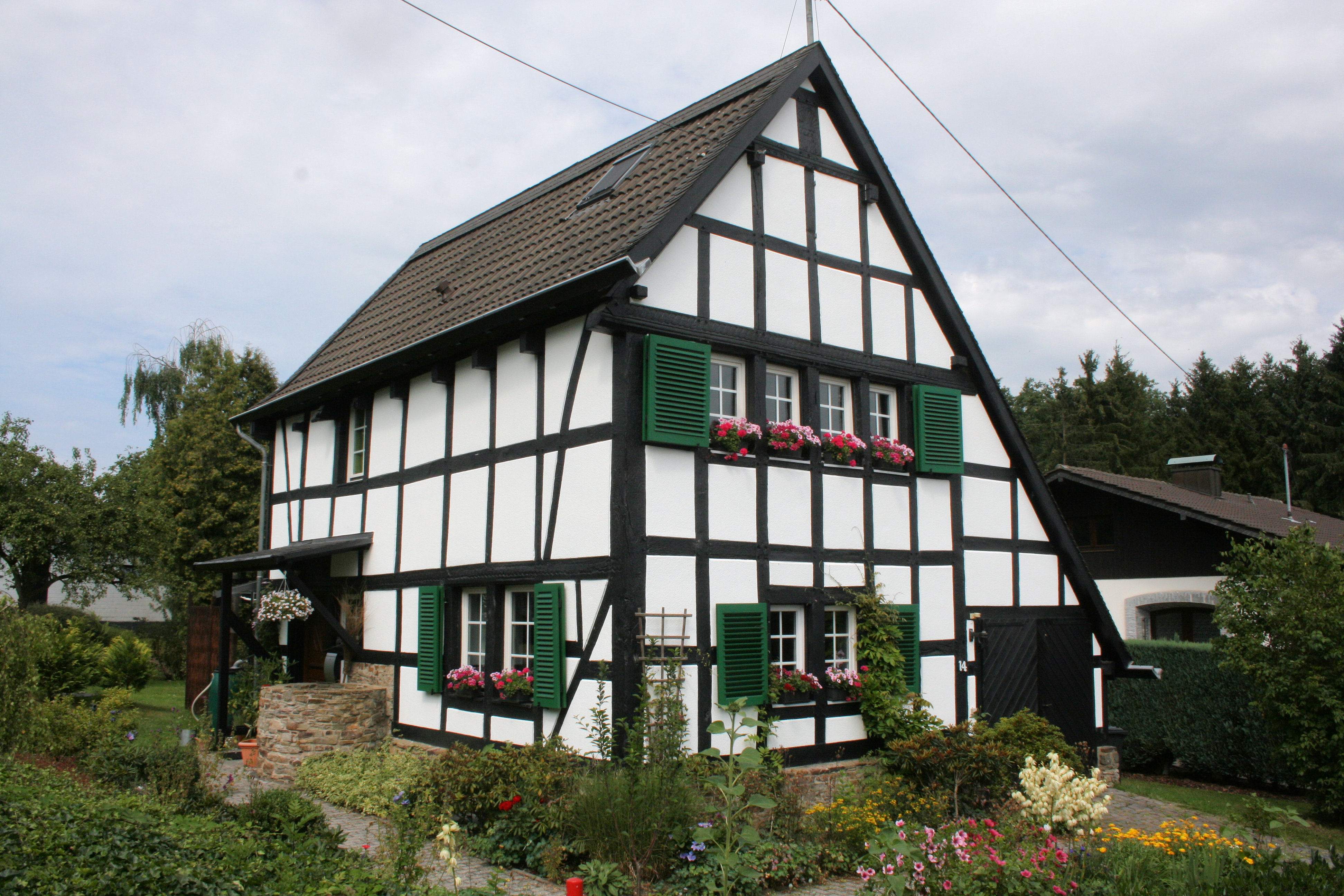
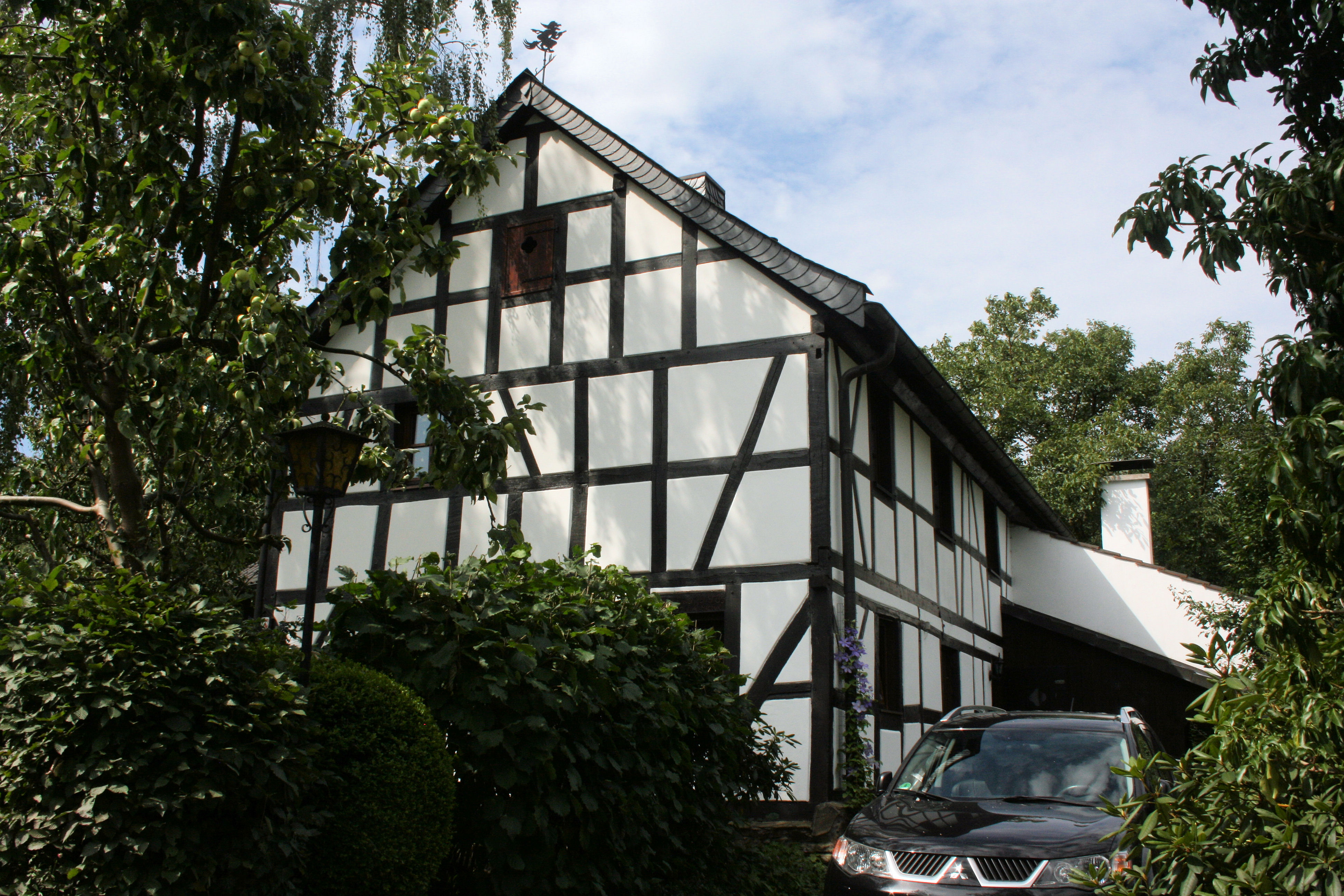
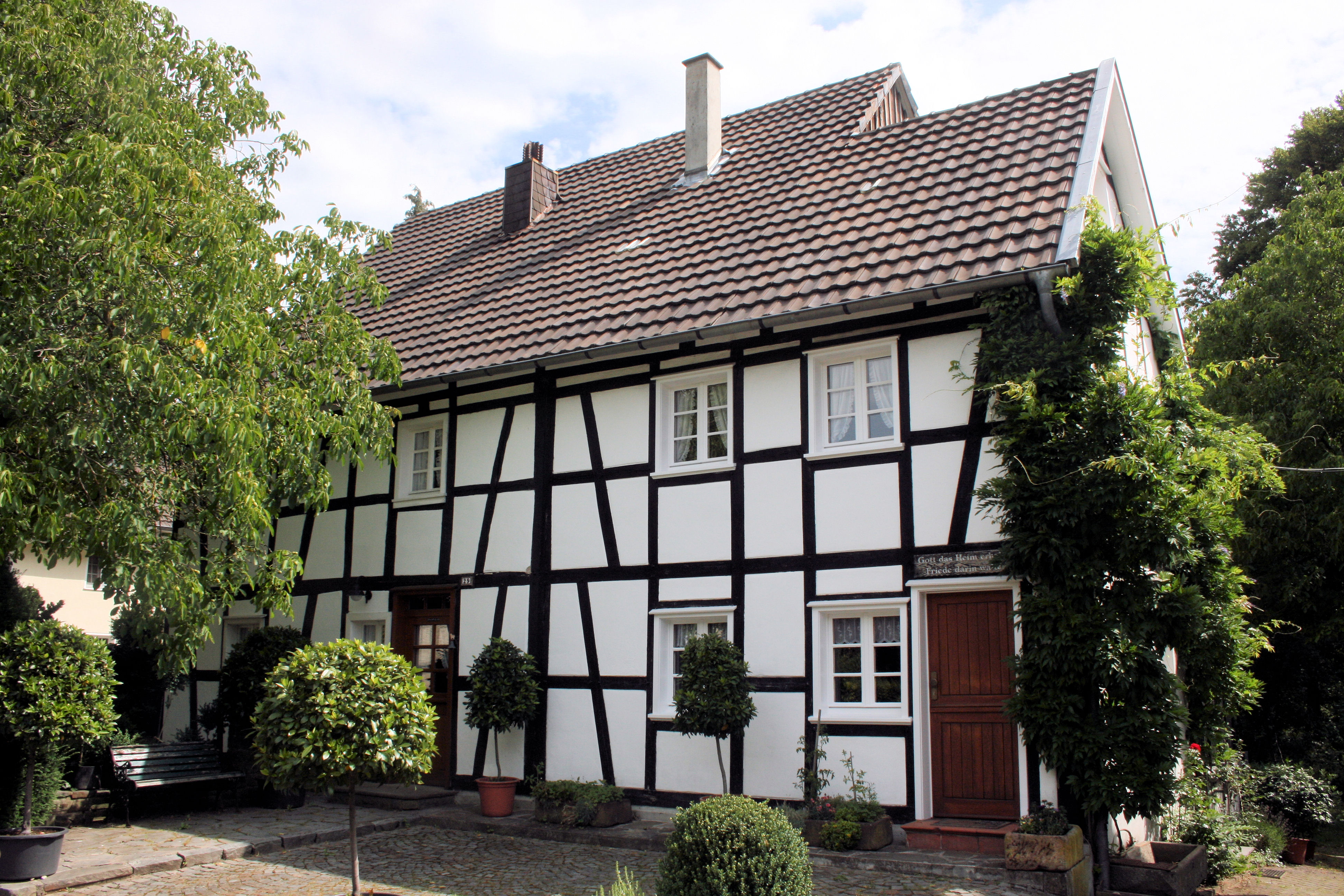
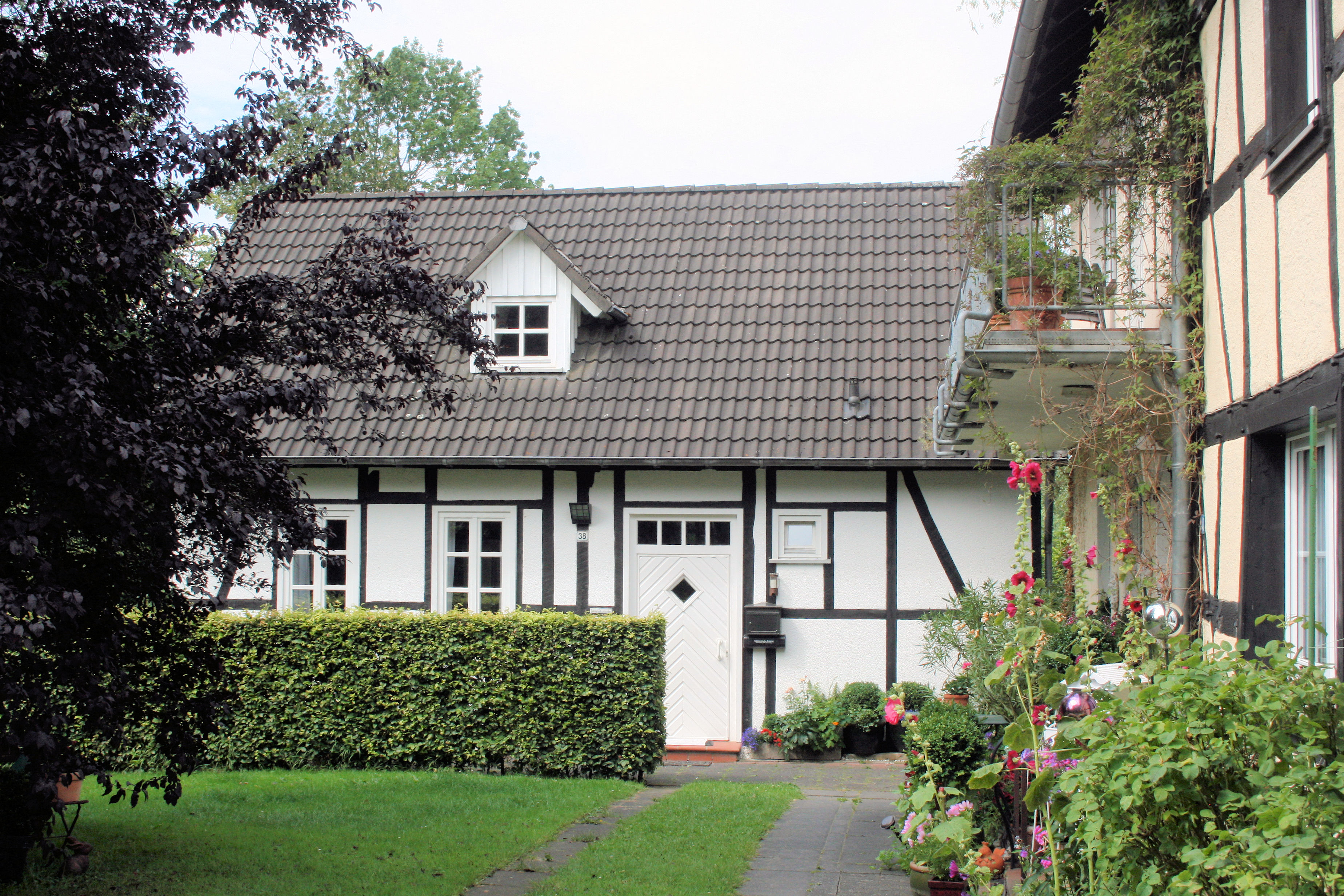
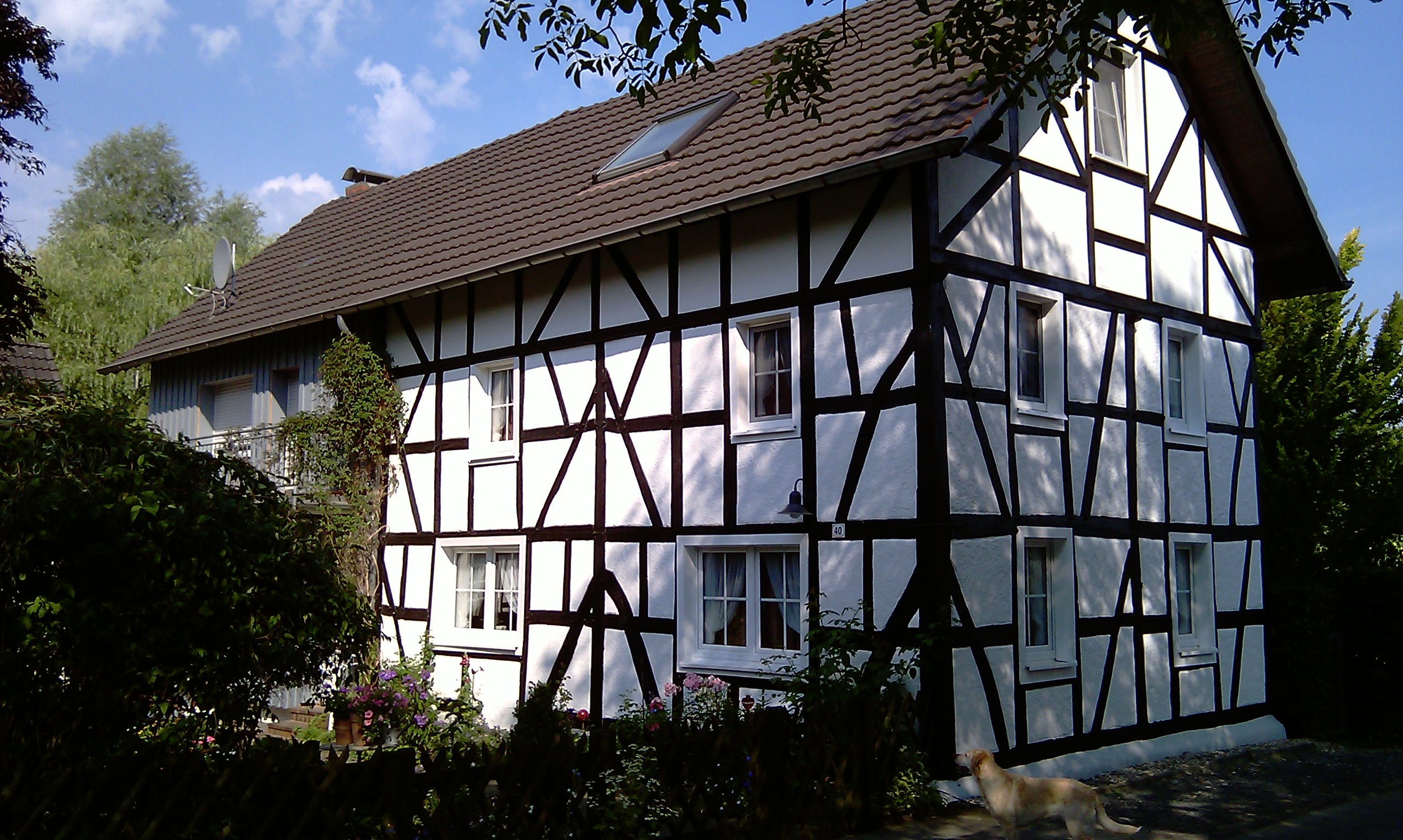